# Lingua ǂhua
La lingua ǂhua è una lingua parlata nell'Africa sudoccidentale (Botswana), appartenente alla famiglia delle lingue khoisan. La lingua è conosciuta anche come ǂHoa, ǂHoã, ǂHoan, ǂHua-Owani, ǀHû, ǀHua.
La classificazione della lingua ǂhua è controversa: alcuni la considerano appartenente al gruppo meridionale delle lingue khoisan (le cosiddette lingue tuu); altre fonti la ricollegano alle lingue juu (ramo settentrionale delle lingue khoisan) in un unico supergruppo chiamato lingue juu-ǂhoan.
La lingua ǂhua è una lingua tonale, contraddistinta (come tutte le lingue khoisan) dalla presenza di numerose consonanti clic (prodotte facendo schioccare la lingua contro il palato o contro i denti). Nello ǂhua sopravvivono tutte e cinque le consonanti clic di base delle lingue khoisan: palatale (ǂ), laterale (ǁ), dentale (ǀ), postalveolare (ǃ) e il raro clic bilabiale (ʘ), non presente invece nella maggioranza delle altre lingue khoisan.
La lingua ǂhua è una lingua al giorno d'oggi moribonda, parlata da un numero di persone stimato fra le 60 e le 200. I pochi parlanti rimasti sono bilingui o trilingui con altri idiomi parlati nella zona, come il ǀgwi (appartenente al gruppo khoe) e il kgalagadi (una lingua bantu che funge da lingua franca nella zona); per alcune comunicazioni viene usato anche il tswana, lingua ufficiale dello Stato. La lingua ǂhua non viene più appresa come lingua madre dalle generazioni più giovani, che utilizzano come prima lingua prevalentemente il kgalagadi.